# یواس‌اس گالوپ (اس‌پی-۶۹۴)
یواس‌اس گالوپ (اس‌پی-۶۹۴) (به انگلیسی: USS Gallup (SP-694)) یک کشتی بود که طول آن ۱۱۶ فوت ۶ اینچ (۳۵٫۵۱ متر) بود. این کشتی در سال ۱۸۷۸ ساخته شد.